# Guerra Inca-chanca
A Guerra Inca-Chanca é uma guerra semi-lendária  que opôs, por volta de 1438, os Chancas, um povo poderoso da região de Andahuaylas, aos Incas de Cuzco. É o conflito final entre estes dois grupos étnicos  .
A guerra contra os Chancas desencadeia a expansão do senhorio Inca. Este conflito permitiu a Cusi Yupanqui tomar o poder e derrubar o seu meio-irmão Urco, o co-regente dos Incas  .
No entanto, o efeito da guerra foi geralmente exagerado pela casta dominante Inca, que fez de Pachacutec o arquétipo dos seus princípios filosóficos. Pachacutec, cujo nome significa “ revolta " Ou " revolução ”, é a figura que realizou a transição do caos para a ordem generalizada. Esta nova era, ou paxá, é representada pelo Tawantinsuyu, o Império dos Incas. Assim, seu reinado mostra o significado da História Inca  .

## Processo
Durante o reinado de Viracocha Inca, os Chancas deixaram suas terras, prontos para conquistar Cuzco, partindo de Paucaray e, como é a antiga tradição dos Andes, dividindo suas forças em três exércitos. Um dirige-se para Cuzco, enquanto os outros dois são responsáveis pela conquista de Kunti Suyu  .

### Ataque em Cusco
As forças Chanca, lideradas, segundo Pedro Cieza de León, pelos generais Astoy Huaraka e Tomay Huaraka, e certas da vitória, atacaram então a cidade de Cuzco. Porém, após longas batalhas, foram os Incas que, contra todas as probabilidades, empurraram os Chancas de volta para a aldeia de Ichupampa. Mas Cusi Yupanqui quer destruir seus poderosos inimigos e os Incas entram no território dos Chancas para derrotá-los de uma vez por todas.
Assim os Incas entraram no território Chanca. O confronto, que ocorre em Ichupampa, ou em Sacsahuana, ou em Yahuar Pampa, é um confronto final e sangrento entre esses dois grupos étnicos, daí o nome de Yahuar Pampa que significa " campanha de sangue », enfrentando vários milhares de guerreiros.
Após esses longos confrontos, foram os Incas que finalmente derrotaram seus poderosos inimigos. Esta vitória dá o golpe final ao grupo étnico Chanca.
Após a submissão da confederação Chanca, o senhor da guerra instalado pelo poder inca, Ancu Huallu, casou-se com uma mulher inca, a fim de ratificar a nova aliança entre os Chancas e Pachacútec.